# Élections locales britanniques de 2005
Les élections locales britanniques de 2005 ont eu lieu le 5 mai.

## Résultats en Angleterre
| Parti | Parti                                       | Conseils | Conseils | Sièges | Sièges |
| Parti | Parti                                       | Élus     | +/-      | Élus   | +/-    |
| ----- | ------------------------------------------- | -------- | -------- | ------ | ------ |
|       | Parti conservateur                          | 24       | +7       | 1 193  | +152   |
|       | Parti travailliste                          | 6        | -1       | 612    | -114   |
|       | Libéraux-démocrates                         | 3        | +3       | 493    | +40    |
|       | Parti vert                                  | 0        | =        | 8      | +6     |
|       | Association des résidents                   | 0        | =        | 8      | -3     |
|       | Parti libéral                               | 0        | =        | 2      | -3     |
|       | Communauté indépendante concernant la santé | 0        | =        | 1      | -5     |
|       | UKIP                                        | 0        | =        | 0      | -1     |
|       | Autres                                      | 0        | =        | 96     | -26    |
|       | Conseil sans majorité                       | 4        | -9       |        |        |

### Comté non métropolitain
Dans les 34 comté non métropolitain, la totalité du conseil est renouvelé.
| Conseil          | Majorité sortante | Majorité sortante | Majorité élue | Majorité élue |
| ---------------- | ----------------- | ----------------- | ------------- | ------------- |
| Bedfordshire     |                   | Conservateur      |               | Conservateur  |
| Buckinghamshire  |                   | Conservateur      |               | Conservateur  |
| Cambridgeshire   |                   | Conservateur      |               | Conservateur  |
| Cheshire         |                   | Conservateur      |               | Conservateur  |
| Cornwall         |                   | Sans majorité     |               | LibDem        |
| Cumbria          |                   | Sans majorité     |               | Sans majorité |
| Derbyshire       |                   | Travailliste      |               | Travailliste  |
| Devon            |                   | Sans majorité     |               | LibDem        |
| Dorset           |                   | Conservateur      |               | Conservateur  |
| Durham           |                   | Travailliste      |               | Travailliste  |
| East Sussex      |                   | Conservateur      |               | Conservateur  |
| Essex            |                   | Conservateur      |               | Conservateur  |
| Gloucestershire  |                   | Sans majorité     |               | Conservateur  |
| Hampshire        |                   | Conservateur      |               | Conservateur  |
| Hertfordshire    |                   | Conservateur      |               | Conservateur  |
| Kent             |                   | Conservateur      |               | Conservateur  |
| Lancashire       |                   | Travailliste      |               | Travailliste  |
| Leicestershire   |                   | Conservateur      |               | Conservateur  |
| Lincolnshire     |                   | Conservateur      |               | Conservateur  |
| Norfolk          |                   | Conservateur      |               | Conservateur  |
| North Yorkshire  |                   | Conservateur      |               | Conservateur  |
| Northamptonshire |                   | Travailliste      |               | Conservateur  |
| Northumberland   |                   | Travailliste      |               | Travailliste  |
| Nottinghamshire  |                   | Travailliste      |               | Travailliste  |
| Oxfordshire      |                   | Sans majorité     |               | Conservateur  |
| Shropshire       |                   | Sans majorité     |               | Conservateur  |
| Somerset         |                   | Sans majorité     |               | LibDem        |
| Staffordshire    |                   | Travailliste      |               | Travailliste  |
| Suffolk          |                   | Sans majorité     |               | Conservateur  |
| Surrey           |                   | Conservateur      |               | Conservateur  |
| Warwickshire     |                   | Sans majorité     |               | Sans majorité |
| West Sussex      |                   | Conservateur      |               | Conservateur  |
| Wiltshire        |                   | Conservateur      |               | Conservateur  |
| Worcestershire   |                   | Sans majorité     |               | Conservateur  |

### Autorité unitaire

#### Entièrement renouveler
| Conseil          | Majorité sortante | Majorité sortante | Majorité élue | Majorité élue |
| ---------------- | ----------------- | ----------------- | ------------- | ------------- |
| Isle of Wight    |                   | Sans majorité     |               | Conservateur  |
| Stockton-on-Tees |                   | Travailliste      |               | Sans majorité |

#### Un tiers des sièges à renouveler
| Conseil | Majorité sortante | Majorité sortante | Majorité élue | Majorité élue |
| ------- | ----------------- | ----------------- | ------------- | ------------- |
| Bristol |                   | Sans majorité     |               | Sans majorité |

#### Sui generis
| Conseil         | Majorité sortante | Majorité sortante | Majorité élue | Majorité élue |
| --------------- | ----------------- | ----------------- | ------------- | ------------- |
| Isles of Scilly |                   | Indépendant       |               | Indépendant   |

### Mairies
| Mairie         | Maire sortant | Maire sortant   | Maire sortant | Maire élu | Maire élu       | Maire élu    |
| -------------- | ------------- | --------------- | ------------- | --------- | --------------- | ------------ |
| Doncaster      |               | Martin Winter   | Travailliste  |           | Martin Winter   | Travailliste |
| Hartlepool     |               | Stuart Drummond | Indépendant   |           | Stuart Drummond | Indépendant  |
| North Tyneside |               | Linda Arkley    | Conservateur  |           | John Harrison   | Travailliste |
| Stoke-on-Trent |               | Mike Wolfe      | Indépendant   |           | Mark Meredith   | Travailliste |

## Résultats en Irlande du Nord
| Parti | Parti                                    | Conseillers | Conseillers | Votes | Votes   |
| Parti | Parti                                    | Élus        | +/-         | %     | Voix    |
| ----- | ---------------------------------------- | ----------- | ----------- | ----- | ------- |
|       | Parti unioniste démocrate                | 182         | +51         | 30    | 208 278 |
|       | Sinn Féin                                | 126         | +18         | 23    | 163 205 |
|       | Parti unioniste d'Ulster                 | 115         | -39         | 18    | 126 317 |
|       | Parti social-démocrate et travailliste   | 101         | -16         | 17    | 121 991 |
|       | Parti de l'Alliance de l'Irlande du Nord | 30          | +2          | 5     | 35 149  |
|       | Indépendants                             | 20          | -14         | 4     | 27 677  |
|       | Parti vert                               | 3           | +3          | 1     | 5 703   |
|       | Parti unioniste progressiste             | 2           | -2          | 1     | 4 591   |
|       | Coalition unioniste unis                 | 2           | =           | 0,3   | 2 064   |
|       | Parti conservateur                       | 0           | =           | 0,2   | 1 164   |
|       | UKIP                                     | 0           | -2          | 0,1   | 734     |

### Majorité dans les conseils

Majorité dans les conseils nord-irlandais.

| Conseil                    | Majorité sortante | Majorité sortante | Majorité élue | Majorité élue |
| -------------------------- | ----------------- | ----------------- | ------------- | ------------- |
| Antrim                     |                   | Sans majorité     |               | Sans majorité |
| Ards                       |                   | Sans majorité     |               | DUP           |
| Armagh                     |                   | Sans majorité     |               | Sans majorité |
| Ballymena                  |                   | Sans majorité     |               | DUP           |
| Ballymoney                 |                   | DUP               |               | DUP           |
| Banbridge                  |                   | Sans majorité     |               | Sans majorité |
| Belfast                    |                   | Sans majorité     |               | Sans majorité |
| Carrickfergus              |                   | Sans majorité     |               | Sans majorité |
| Castlereagh                |                   | Sans majorité     |               | DUP           |
| Coleraine                  |                   | Sans majorité     |               | Sans majorité |
| Cookstown                  |                   | Sans majorité     |               | Sans majorité |
| Craigavon                  |                   | Sans majorité     |               | Sans majorité |
| Derry                      |                   | Sans majorité     |               | Sans majorité |
| Down                       |                   | Sans majorité     |               | Sans majorité |
| Dungannon and South Tyrone |                   | Sans majorité     |               | Sans majorité |
| Fermanagh                  |                   | Sans majorité     |               | Sans majorité |
| Larne                      |                   | Sans majorité     |               | Sans majorité |
| Limavady                   |                   | Sans majorité     |               | Sans majorité |
| Lisburn                    |                   | Sans majorité     |               | Sans majorité |
| Magherafelt                |                   | Sans majorité     |               | Sinn Féin     |
| Moyle                      |                   | Sans majorité     |               | Sans majorité |
| Newry and Mourne           |                   | Sans majorité     |               | Sans majorité |
| Newtownabbey               |                   | Sans majorité     |               | Sans majorité |
| North Down                 |                   | Sans majorité     |               | Sans majorité |
| Omagh                      |                   | Sans majorité     |               | Sans majorité |
| Strabane                   |                   | Sans majorité     |               | Sinn Féin     |